# Münchner Zeitung
Die Münch(e)ner Zeitung war eine Tageszeitung vom Typ des General-Anzeigers und erschien von 1892 bis 1943.

## Geschichte
Ab dem 27. September 1892 verlegte August Huck (1849–1911) den Generalanzeiger der Kgl. Haupt- und Residenzstadt München mit dem Untertitel Unparteiisches Organ für jedermann. Ab 1898 wurde das Blatt in Münchener Zeitung umbenannt und von der Münchener Zeitungsverlag GmbH verlegt. In der Weimarer Republik unterstützte sie die jeweiligen bayerischen Ministerpräsidenten und vertrat eine judenfeindliche Tendenz. Von 1928 bis 1932 schwankte die Auflage zwischen 105 000 bis 110 000 Exemplaren. Das Blatt gehörte zum Konzern von Wolfgang Huck, dem Sohn von August Huck. Ab 1933 war Fritz Schumacher Wirtschaftsschriftleiter, Alois Hahn war Lokalredakteur.
Die ebenfalls im Eigentum von Wolfgang Huck befindlichen Dresdner Neueste Nachrichten wurden ab 1939 mit dem Dresdner Anzeiger im Eigentum der NSDAP verschmolzen. Die Münchner Zeitung und die Hallischen Nachrichten aus dem Eigentum von Wolfgang Huck stellten am 31. März 1943 auf Weisung der Reichspressekammer ihr Erscheinen ein. Huck wurde im selben Jahr Mitglied der NSDAP.

## Chefredakteure
- 1892: Wilhelm Fischer
- 1892: Hermann Haas
- 1892–1893: W. Axel-Lilie
- 1894: Jakob Eisenschink
- 1894: Hubert Clages
- 1895–1898: Max Neal
- 1898: Paul Harms
- 1904–1914: Max Scharre
- 1914–1917: Karl Graf von Bothmer
- 1917–1933: Adolf Schiedt
- 1933–1935: Ernst Hohenstatter
- 1936–1943: Konrad Krieger

## Beilage
Die Propyläen waren die wöchentliche Feuilletonbeilage. Zu ihren Redakteuren gehörten:
- 1903–1933: Richard Braungart
- –1933: Eduard Engels
- Hanns Braun
- 1905–1934: Hermann Hesse
- Hans Carossa